# Sono tornato
Sono tornato è un film del 2018 diretto da Luca Miniero.
La pellicola è un remake del film tedesco Lui è tornato (2015), in cui veniva raccontato l'ipotetico ritorno di Adolf Hitler nella Germania odierna e le sue conseguenze. Nella trasposizione italiana, il protagonista è Benito Mussolini, interpretato da Massimo Popolizio. Per il suo lavoro sul soggetto del film, Guaglianone ha ricevuto il Premio Flaiano per la sceneggiatura.

## Trama
Nel 2017, il defunto Benito Mussolini cade dal cielo davanti alla Porta Alchemica a Roma senza essere invecchiato di un solo giorno rispetto al 1945; inizialmente disorientato da una società molto diversa da quella che conosceva, incappa nell'aspirante regista Andrea Canaletti, da poco licenziato dal canale My Tv per cui lavorava e per il quale stava girando un servizio davanti alla porta magica dove era caduto il dittatore.
Intenzionati a sfruttarsi a vicenda, Canaletti e Mussolini (che viene creduto pressoché da tutti un semplice attore comico che interpreta una parte) iniziano un viaggio per l'Italia: il primo per girare un documentario in grado di renderlo celebre, il secondo per saggiare lo stato d'animo degli italiani nella speranza di poter un giorno riprendere il potere. Viaggiando su e giù per il Paese, i due raccolgono in poco tempo un gran numero di consensi fino al giorno in cui la popolarità di Mussolini diviene tale che l’ambiziosa Katia Bellini, nuova direttrice di My Tv, decide di creare uno show televisivo dal presunto tono satirico dedicato all'apparentemente finto dittatore, le cui idee stanno facendo sempre più presa nell'immaginario collettivo.
Lo spettacolo, come prevedibile, si rivela un successo internazionale che attira l'attenzione dei principali media stranieri, facendo la fortuna sia di Mussolini, che vede aumentare a dismisura il proprio consenso, sia di Canaletti, reintegrato nell'azienda e rapidamente promosso. Solo in pochi trovano il coraggio di criticare la retorica fanatica e populista del dittatore e del circo mediatico che gli è stato creato attorno, e il personaggio (sempre creduto un sosia, e non il vero Mussolini) viene celebrato nel nome della satira e delle esigenze di spettacolo. Le cose tuttavia cambiano drammaticamente quando il vicedirettore di My Tv, per vendicarsi di essere stato scavalcato e messo in secondo piano dalla Bellini, fa in modo di rendere pubblico - durante un dibattito tra Mussolini ed Enrico Mentana - il video dell'uccisione di un cane ad opera del dittatore durante il giro d'Italia con Canaletti, che viene quindi duramente criticato e messo alla porta assieme a Mussolini e alla stessa Bellini.
Rimasti senza casa e senza lavoro, Canaletti e Mussolini trovano momentaneo rifugio a casa della fidanzata di Andrea, Francesca (che Canaletti è riuscito a conquistare anche grazie allo stesso Mussolini), ma qui il dittatore viene riconosciuto dall'anziana nonna della ragazza, sopravvissuta al rastrellamento del ghetto di Roma e al successivo internamento ad Auschwitz. Canaletti, ormai disgustato dall'ideologia criminale del dittatore, prende le distanze da lui, che, ritrovatosi di colpo solo, una notte viene violentemente pestato da alcuni uomini mascherati: parrebbe trattarsi di una reazione violenta di animalisti provocata dal video dell'uccisione del cane, ma in realtà si tratta di una messinscena orchestrata dalla Bellini col fine di tornare alla ribalta su una rete televisiva concorrente a My Tv.
Nel frattempo Canaletti, rivedendo il materiale di regia da lui girato poco prima dell'incontro con Mussolini, vede l'uomo cadere dal cielo alle sue spalle, e, recatosi sul luogo dell'evento capisce che, proprio come vuole la leggenda, la Porta Alchemica costituisce un punto di contatto tra il mondo dei vivi e l'aldilà; comprende allora che quello che fino a quel momento tutti ritenevano un comico è il vero Benito Mussolini. Nello stesso momento la Bellini, sfruttando il finto pestaggio, riesce a rientrare nel mondo dei media e ad organizzare un nuovo spettacolo televisivo assieme al Duce, ottenendo denaro e successo; Canaletti irrompe sulla scena, tentando di convincere tutti che non si tratta di un semplice attore, ma - pur avendo l'opportunità di ucciderlo - rinuncia a sparargli per non diventare come lui, e viene arrestato. Ormai totalmente riabilitato dagli italiani (inclusa la padrona del cane da lui ucciso, che ha accettato in diretta di perdonarlo), Mussolini è pronto a sfruttare il suo carisma e la potenza dei media per cercare di riprendere il potere.

## Produzione
(Luca Miniero)
Così come nell'originale tedesco il film è composto anche da scene improvvisate in cui Massimo Popolizio interagisce nei panni di Mussolini con persone ignare della finzione in atto, scatenando le reazioni più disparate.
Le riprese si sono svolte in diverse località della Penisola tra cui Roma, Napoli, Firenze, Milano e in Umbria.

## Distribuzione
Il film è uscito nelle sale italiane il 1º febbraio 2018, distribuito da Vision Distribution ed è stato trasmesso in prima TV il 5 luglio 2022 su Canale 5.

## Accoglienza

### Incassi
Il film ha incassato 2248977 € in Italia.

### Critica
La pellicola ha registrato, sin dalla sua uscita nelle sale, un gran numero di commenti focalizzati, in particolare, sulla profonda riflessione che il film susciterebbe nello spettatore a proposito della possibilità di un ritorno (fermamente condannato) del fascismo in Italia:
(Boris Sollazzo, recensione su Rolling Stone, , 2 febbraio 2018)
La durezza di alcune scene, in realtà, rappresenta un espediente narrativo utilizzato per far indignare lo spettatore, per spronarlo ad una «seria riflessione sulla società sia civile che "mediatica" italiana di oggi e sugli effettivi rischi di una "What if story" di tale portata».
Il rapporto dei media con la politica è un topos che percorre tutta l'opera, in particolare con i numerosi riferimenti ai talk show di oggi:
(Maria Teresa Ruggiero, recensione su Universal Movies, , 31 gennaio 2018)
Sull'importanza dei social media concorda Gabriele Niola (Wired), secondo cui è proprio il "ruolo-potere" della televisione a rappresentare il tema portante della pellicola:
(Gabriele Niola, recensione su Wired, 02 febbraio 2018)
La pellicola ha voluto criticare, in particolare, la capacità della società mediatica contemporanea di eliminare qualsiasi traccia della memoria storica di una nazione, arrivando a cancellare persino i crimini più efferati commessi da un dittatore:
(Andrea Desideri, recensione su Silenzio in sala, , 31 gennaio 2018)
Infatti, la tematica principale affrontata dalla pellicola, direttamente collegata alle imminenti elezioni politiche, sarebbe proprio quella della «memoria storica»:
(Carola Potro, recensione su Comingsoon.it, , 30 gennaio 2018)
Al contrario, secondo la recensione di MYmovies.it, la pellicola avrebbe perso l'occasione di schierarsi più apertamente contro l'ideologia fascista:
(Paola Casella, recensione su MYmovies.it, , 30 gennaio 2018)

Altri si sono soffermati sulla mediocrità della trama e delle scene, in particolare quella girata all'interno di un circolo neofascista romano:
(Raffaele Meale, recensione su Quinlan, , 29 gennaio 2018)
Altra questione, ben evidenziata nella pellicola, sarebbe l'inadeguatezza della normativa sull'apologia del fascismo che «fa acqua da tutte le parti perché non c’è la reale intenzione di metterla in pratica, lasciando che germi del pensiero mussoliniano invadano ancora la dialettica politica e condizionino alcune posizioni – permettendo il proliferare del folle pensiero "il fascismo fece anche cose giuste" [...] ».
Secondo Mariarosa Mancuso (Il Foglio) il film è «abbastanza deprimente», soprattutto per la mancanza di gag nella seconda parte del film, in cui:
(Mariarosa Mancuso, recensione su Il Foglio, 03 febbraio 2018)
Altri hanno fatto notare che la pellicola problematizza polemicamente il ritorno del leader totalitario in un paese disposto ancora a dargli credito: «Sono tornato è un viaggio attraverso il populismo di una nazione che, tra il serio e il faceto, ancora oggi non saprebbe opporsi alle idee totalitarie e dispotiche di un “uomo forte” che, sin dalla sua (nuova) apparizione, non mente sulle sue reali intenzioni: riprendere in mano il potere e governare il paese». Infatti, l'Italia – nella rappresentazione cinematografica, viene vista come: 
(Valerio Sammarco, recensione sulla Rivista del cinematografo, , 29 gennaio 2018)
In questo senso, Christian Raimo (Internazionale) ha ritenuto che il film abbia affrontato le tematiche inerenti al periodo fascista affiancandole ai problemi dell'età contemporanea:
(Christian Raimo, recensione su Internazionale, 02 febbraio 2018)
Criticando però alcune scene, per la loro banalizzazione della dittatura fascista:
(Christian Raimo, recensione su Internazionale, 02 febbraio 2018)

## Riconoscimenti
- 2018 - Premio Flaiano[17]
  - Miglior interpretazione maschile a Massimo Popolizio
  - Miglior sceneggiatura a Nicola Guaglianone